# Escudo de armas del estado Táchira

El Estado Táchira posee un Escudo, creación del pintor Don Marcos Mariño, en 1913, de acuerdo con la Ley que lo rige en su artículo 10.
El Escudo de Armas será de forma análoga a la del Escudo Nacional y representará nuestra frontera internacional, en este caso con Colombia. El campo del Escudo mostrará un verde paisaje, símbolo de la exuberancia de los Valles Tachirenses donde se verá la Cordillera de los Andes y de pie representando a Venezuela, una doncella con la Bandera Nacional en una mano y señalando con la otra el Río Táchira, límite de ambas naciones. En la parte superior llevará un haz de espigas de trigo entre rayos de oro y cintas color carmesí.
Las mismas cintas están entrelazando un ramo de flores de algodón y otras de café, las cuales ornamentarán, partiendo de la base, los lados izquierdo y derecho, formando un arco.
Nueve (9) estrellas de plata, representarán los 9 Distritos que conformaron  inicialmente el Estado Táchira en 1864 (Ayacucho, Bolívar, Capacho, Cárdenas, Jáuregui, Junín, Lobatera, San Cristóbal y Uribante), y debajo del arco con esta inscripción: Estado Táchira. La base irá entrelazada por una cinta de oro en la que se grabarán estas letras: 5 de julio de 1811; 14 de marzo de 1856; 24 de marzo de 1864. Las figuras del escudo llevarán los colores naturales".